# Menevia
Menevia (лат.) — род бабочек из семейства Mimallonidae. Неотропика. 18 видов.

## Описание
Среднего размера бабочки. Облик изменчив, но пятнистость постоянна при наличии белой апикальной черты на переднем крыле, которая образует соединение с белой постмедиальной лункой, которая может образовывать или не образовывать непрерывную белую полосу, очерчивающую постмедиальную линию. Род был впервые выделен в 1928 году американским энтомологом Уильямом Шаусом. Валидный статус таксона был подтверждён в ходе ревизии в 2019 году американским лепидоптерологом Райаном Александером Ст. Лаурентом (Ryan A. St. Laurent, Cornell University, Department of Entomology, Итака, США) и Акито Кавахарой (Akito Y. Kawahara, University of Florida, Гейнсвилл, Флорида).
группа lantona species-group
- Menevia lantona (Schaus, 1905) (Cicinnus) (Французская Гвиана)
- Menevia magna St Laurent & Dombroskie, 2016 (Бразилия)
- Menevia rosea St Laurent & Dombroskie, 2016 (Экадор)
- Menevia torvamessoria  St Laurent & Dombroskie, 2016 (Перу)

группа lucara species-group
- Menevia lucara (Schaus, 1905) (Cicinnus) (Французская Гвиана)
- Menevia menapia St Laurent & Dombroskie, 2016 (Гватемала)
- Menevia mielkei  St Laurent & Dombroskie, 2016 (Бразилия)

группа ostia species-group
- Menevia ostia  (Druce, 1898) (Perophora) (Панама)
- Menevia pallida  Herbin & C. Mielke, 2014 (Бразилия)
- Menevia parostia  Schaus, 1928 (??)

группа plagiata species-group: подгруппа plagiata subgroup
- Menevia alurca Herbin & C. Mielke, 2014 (Бразилия)
- Menevia australis St Laurent & Dombroskie, 2016 (Бразилия)
- Menevia plagiata  (Walker, 1855) (Mimallo) (Бразилия)

группа plagiata species-group: подгруппа vulgaris subgroup
- Menevia cordillera St Laurent & Dombroskie, 2016 (Перу)
- Menevia delphinus St Laurent & Dombroskie, 2016 (Бразилия)
- Menevia franclemonti  St Laurent & Dombroskie, 2016 (Бразилия)
- Menevia vulgaris  St Laurent & Dombroskie, 2016 (Французская Гвиана)
- Menevia vulgaricula  St Laurent & Dombroskie, 2016 (Бразилия: Amazonas)